# Tab Hunter
Tab Hunter, geboren als Arthur Andrew Kelm, later Arthur Andrew Gelien (New York, 11 juli 1931 - Santa Barbara, Californië, 8 juli 2018), was een Amerikaanse zanger en acteur.

## Jeugd
Tab Hunter werd geboren als zoon van Duitse immigranten in New York. Zijn vader was een vechtersbaas, waardoor moeder Gertrude zich tijdens Hunters kinderjaren liet scheiden. De jongeman verhuisde met zijn moeder naar Californië en kreeg de meisjesnaam van zijn moeder, Gelien. Als tiener was hij kunstschaatser. Op 15-jarige leeftijd ging hij bij de kustwacht, waarvoor hij zich schriftelijk iets ouder moest maken. Op 18-jarige leeftijd kreeg hij zonder theateropleiding zijn eerste kleine filmrol. Toen hij in de filmbusiness stapte, kreeg hij van zijn agent Henry Willson zijn nieuwe naam Tab Hunter.

## Carrière

### Als filmacteur
Zijn eerste hoofdrol speelde Hunter in 1952 in Island of Desire (ook Saturday Island) als partner van Linda Darnell. In de film, die zich afspeelt op een eiland in de Stille Zuidzee, is de blonde, doorgetrainde Hunter in een groot deel van de scenes te zien met ontbloot bovenlichaam. Dankzij zijn uiterlijk maakte hij zich snel waar als tieneridool op het filmdoek en op de televisie. In 1955 werd hij definitief beroemd door grotere rollen in de oorlogsfilms Battle Cry en The Sea Chase, in de laatste naast John Wayne en Lana Turner. Aansluitend vertolkte hij hoofdrollen in The Girl He Left Behind (1956) met Natalie Wood en That Kind of Woman (1959) met Sophia Loren. Met een genuanceerde schurkenrol in de western Gunman's Walk (1958) probeerde Hunter zich iets van zijn image van bevallige jongen van hiernaast te bevrijden. Tussen 1955 en 1959 was hij aan de bioscoopkassa's voortdurend de commercieel succesvolste ster van Warner Bros..
In 1958 was de verfilming van Damn Yankees onder regie van Stanley Donen met een Oscar- en een Golden Globe-nominatie een groot succes in de Verenigde Staten. Uitgezonderd Hunter had de gehele bezetting van de film al opgetreden in Broadway in de gelijknamige musical van Jerry Ross en Richard Adler. Het stuk gaat over een honkbalfan (Hunter), die een pact met de duivel sluit, zodat zijn team wint. Bovendien speelde Hunter in 1958 de titelrol in een tv-uitzending van de schaats-musical Hans Brinker, or the Silver Skates naar het gelijknamige boek van Mary Mapes Dodge.

### Als muzikant
In 1956 nam hij zijn eerste plaat Young Love op, een coverversie van een song van Ric Cartey, die ook werd uitgebracht door de countryster Sonny James. Ofschoon hij eigenlijk een amateurzanger was, scoorde hij daarmee in 1957 een nummer 1-hit in de Verenigde Staten (met zes weken de toppositie in de hitlijst) en het Verenigd Koninkrijk, veel hoger dan de versie van de bekendere countryster Sonny James. De daaropvolgende single Ninety-Nine Ways bereikte de 11e plaats (VS) en de 5e plaats (VK). Verdere singles kwamen in de Amerikaanse hitlijst, maar top 10-klasseringen bleven uit. Het succes van Hunters platen was de aanleiding voor de oprichting van het platenlabel Warner Bros. Records.

### Verdere carrière
Hunter kocht zijn contract af bij Warner Brothers, om voortaan zelf zijn rollen te kunnen uitzoeken. Tussen 1960 en 1961 had hij zijn eigen sitcom The Tab Hunter Show op de televisie. Tot deze tijd zat hij ook bij de selectie voor de hoofdrol van de verfilming van West Side Story, maar de producenten vonden hem al te oud. In juli 1960 werd hij gearresteerd door de politie van Glendale, omdat hij zijn hond zou hebben geslagen. De aanklacht kwam van een buurvrouw, uit kwaadheid omdat hij een uitnodiging voor een avondeten had afgeslagen. De jury sprak hem vrij, maar zijn onbevlekte image had schade opgelopen.
In de Verenigde Staten slonk zijn populariteit na het verlaten van Warner Brothers zienderogen en kreeg hij slechts nog aanbiedingen voor tweederangs producties. Hij werkte daarna regelmatig als theateracteur. Tijdens de tweede helft van de jaren 1960 vestigde Hunter zich tijdelijk in Zuid-Frankrijk en speelde hij mee in meerdere spaghettiwesterns. Tijdens de jaren 1970 stond hij in enkele afleveringen van tv-series als The Virginian, Cannon, The Love Boat en Hawaii Five-O voor de camera. Naast het acteren hield Hunter zich bezig als paardenfokker op zijn ranch. Paarden waren voor Hunter zijn levenslange passie, al jong had hij gewerkt als stalknecht.
Zijn carrière werd nieuw leven ingeblazen in de jaren 1980 toen hij op het scherm verscheen met Divine in Polyester (1981) van John Waters en in Lust in the Dust (1985) van Paul Bartels. In deze filmkomedies speelde hij zijn image als vrouwenversierder. Tab Hunter zong ook de titelsong voor Polyester, die werd geschreven door Deborah Harry en Chris Stein van de band Blondie. Bovendien was hij in 1982 te zien als biologieleraar Mr. Stuart in de musicalfilm Grease 2, waarin hij de song Reproduction zong. In 1992 schreef en produceerde hij de paardenfilm Dark Horse, waarin hij ook een bijrol op zich nam. Aansluitend trok hij zich terug uit de filmbusiness. Voor zijn bioscoopwerk kreeg Hunter een ster op de Hollywood Walk of Fame.

## Privéleven
In oktober 2005 publiceerde Hunter zijn autobiografie Tab Hunter Confidential: The Making of a Movie Star. Daarin openbaarde hij zich als homoseksueel en bevestigde daarmee geruchten, die sinds het hoogtepunt van zijn carrière in omloop waren. In het boek vertelde hij ook van relaties met Anthony Perkins en schaatser Ronald Robertson, en affaires met Rudolf Nureyev en Helmut Berger. Vanaf 1983 woonde hij samen met de filmproducent Allan Glaser in Montecito.
Hunters homoseksualiteit staat in contrast met zijn image van vrouwenversierder tijdens de jaren 1950. Zijn agentschap bracht, toen Hunter op het hoogtepunt van zijn carrière was, verhalen in jeugdtijdschriften en boulevardbladen in omloop, waarin hij met vele starlets van zijn tijd in verband werd gebracht. Een tijdlang gold hij als de vriend van zijn filmpartner Natalie Wood. Hunter liep daarbij steeds gevaar te worden geslachtofferd door de machtige roddelbladen van Hollywood. In 1955 bracht het magazine Confidential een schandaalbericht, waarin Hunters arrestatie wegens deelname aan een homofeest werd bekendgemaakt. Hunters voormalige agent Willson had het verhaal doorgelekt naar Confidential, die ervan afzagen om Willson's client Rock Hudson te slachtofferen.
In 2015 verscheen onder de titel Tab Hunter Confidential een film-documentaire van Jeffrey Schwarz over Hunters leven, waarin zowel de toendertijd 80-jarige acteur als voormalige collega's en metgezellen als Debbie Reynolds, Robert Wagner, George Takei en Clint Eastwood aan het woord kwamen. De film kreeg goede kritieken in de Verenigde Staten.

## Overlijden
In juli 2018 overleed hij plotseling op 86-jarige leeftijd aan een hartstilstand.

## Discografie

### Singles
- 1957: Young Love
- 1957: Red Sails in the Sunset
- 1957: Ninety-Nine Ways
- 1957: Don’t Get Around Much Anymore
- 1958: Jealous Heart
- 1959: (I'll Be With You in) Apple Blossom Time
- 1959: There's No Fool Like a Young Fool

### Albums
- 1958: Tab Hunter
- 1958: When I Fall in Love
- 1960: R.F.D.
- 2001: The Very Best of Tab Hunter (Kompilation)
- 2005: Young Love – The Best of Tab Hunter (Kompilation)

### Soundtracks
met Songs van Tab Hunter:
- 1958: Hans Brinker, or the Silver Skates
- 1958: Damn Yankees
- 1981: Polyester
- 1982: Grease 2

## Filmografie (selectie)
- 1950: The Lawless
- 1952: Saturday Island
- 1953: Gun Belt
- 1953: The Steel Lady
- 1954: Return to Treasure Island
- 1954: Track of the Cat
- 1955: The Sea Chase
- 1955: Battle Cry
- 1956: The Burning Hills
- 1956: The Girl He Left Behind
- 1958: Damn Yankees
- 1958: Gunman's Walk
- 1958: Lafayette Escadrille

- 1959: They Came to Cordura
- 1959: That Kind of Woman
- 1960–1961: The Tab Hunter Show; (tv-serie, 32 afleveringen)
- 1961: The Pleasure of His Company
- 1962: La freccia d'oro
- 1963: Operation Bikini
- 1965: The Loved One
- 1965: City Under the Sea
- 1967: Hostile Guns
- 1967: La vendetta è il mio perdono
- 1968: Scacco internazionale
- 1970: The Virginian (tv-serie, 1 aflevering)
- 1972: Cannon (tv-serie, 1 aflevering)

- 1972: The Life and Times of Judge Roy Bean
- 1975: Timber Tramps
- 1976: Won Ton Ton, the Dog Who Saved Hollywood
- 1977: Love Boat (tv-serie, 1 aflevering)
- 1978: Hawaii Five-0 (tv-serie, 1 aflevering)
- 1980: Charlie's Angels (tv-serie, 1 aflevering)
- 1981: Polyester
- 1982: Grease 2
- 1984: The Fall Guy (tv-serie, 1 aflevering)
- 1985: Lust in the Dust (ook producer)
- 1988: Grotesque
- 1988: Out of the Dark
- 1992: Dark Horse (als acteur, producer en auteur)
- 2015: Tab Hunter Confidential (dokumentaire film)

- Bibsys: 6012660
- Biblioteca Nacional de España: XX1079020
- Bibliothèque nationale de France: cb13895410f (data)
- Gemeinsame Normdatei: 13441313X
- International Standard Name Identifier: 0000 0001 1738 4387
- Library of Congress Control Number: n85378881
- MusicBrainz: 98d9935a-2c92-40ca-ada9-750af6d439ee
- Nationale bibliotheek van Australië: 40662022
- Nationale Bibliotheek van Israël: 987007444256005171
- Nederlandse Thesaurus van Auteursnamen: 073776785
- Istituto Centrale per il Catalogo Unico: RAVV313770
- SNAC: w69s4n6m
- Système universitaire de documentation: 128466103
- Trove: 1448808
- Virtual International Authority File: 3937143
- WorldCat: E39PBJmtvMKqybjGMGPPDyDrMP